# 格斯特 (阿拉巴馬州)
格斯特（英語：Guest）是一個位於美國阿拉巴馬州迪卡爾布縣的非建制地區。該地的面積和人口皆未知。

## 地理
格斯特的座標為34°25′27″N 85°52′24″W / 34.42416°N 85.87333°W，而該地最高點為海拔高度355米（即1168英尺）。